# Прикаспийская низменность
Прикаспи́йская ни́зменность (каз. Каспий маңы ойпаты) находится на Восточно-Европейской равнине и окружает северное побережье Каспийского моря на юге России и западе Казахстана. Низменность, общей площадью около 200 тысяч км², занимает территории: Дагестан, Калмыкия, Саратовская область, Волгоградская область, Астраханская область, Ставропольский край, Атырауская область, Западно-Казахстанская область.

## Географическое положение
Прикаспийскую низменность окружают на севере — Общий Сырт, на западе — Приволжская возвышенность и Ергени, на востоке — Предуральское плато и Устюрт. Площадь низменности составляет около 200 тыс. км². Высота над уровнем моря до 149 м, южная часть низменности лежит ниже уровня моря (до −28 м). Северо-западную часть низменности между Ергенинской возвышенностью, Кумо-Манычской впадиной и Волгой называют Чёрными землями.
Прикаспийская низменность представляет собой ровную поверхность, полого наклонённую к морю, среди которой поднимаются отдельные возвышенности — Индерские горы, Большое Богдо, Малое Богдо и другие.
Прикаспийскую низменность пересекают реки Волга, Урал, Эмба, Кума, Терек и другие. Небольшие реки (Большой и Малый Узень, Уил, Сагиз) летом пересыхают или распадаются на ряд котловин, образуя озёрные разливы — Камыш-Самарские озёра, Сарпинские озёра. Много солёных озёр (Баскунчак, Эльтон, Индер, Боткуль и др.).

### Климат
Климат — резко континентальный. Средние температуры января от −14 °C на севере до −8 °C на побережье, июля — от +22 °C на севере до +24°С на юге. Осадков от 200—150 мм на юго-востоке до 350 мм на северо-западе, испаряемость — около 1000 мм. Часты суховеи.

## Геологическое строение
Прикаспийская низменность включает несколько крупных тектонических структур (Прикаспийская синеклиза, Ергенинское поднятие, Ногайская и Терская впадины).
В четвертичное время низменность неоднократно заливалась морем, которое в северной части оставило глинистые и суглинистые, а в южной — песчаные отложения.
Поверхность Прикаспийской низменности характеризуется микро- и мезоформами в виде западин, лиманов, кос, ложбин, на юге — эоловыми формами, а по побережью Каспийского моря — полосой Бэровских бугров.

## Почвы и растительность
Для почв и растительности Прикаспийской низменности характерна большая комплексность. Нередко встречаются солонцы, солончаки.
На севере — полынно-злаковые степи на светло-каштановых почвах, на юге полупустыни и пустыни на бурых и песчаных почвах с преобладанием полыни.

## Экономическое значение
Используется как пастбище.
В Волго-Ахтубинской пойме распространено бахчеводство, садоводство, овощеводство.
Добыча нефти и газа (Прикаспийская нефтегазоносная провинция), в озёрах — добыча поваренной соли (озёра Баскунчак, Эльтон и др.).